# 阿尚博堡
阿尚博堡（法語：Bourg-Archambault，法語發音：[buʁ aʁʃɑ̃bo]）是法国新阿基坦大区维埃纳省的一个市镇，位于该省东部偏南，属于蒙莫里永区。

## 地理
阿尚博堡（46°22'57"N, 1°0'12"E）面积24.33 平方千米，位于法国新阿基坦大区维埃纳省，该省份为法国中西部省份，北起曼恩-卢瓦尔省和安德尔-卢瓦尔省，西接德塞夫勒省，南至夏朗德省，东南接上维埃纳省，东临安德尔省。
与阿尚博堡接壤的市镇（或旧市镇、城区）包括：布里格伊勒尚特尔、拉蒂-圣雷米、蒙莫里永、圣莱奥梅尔、阿扎勒里。

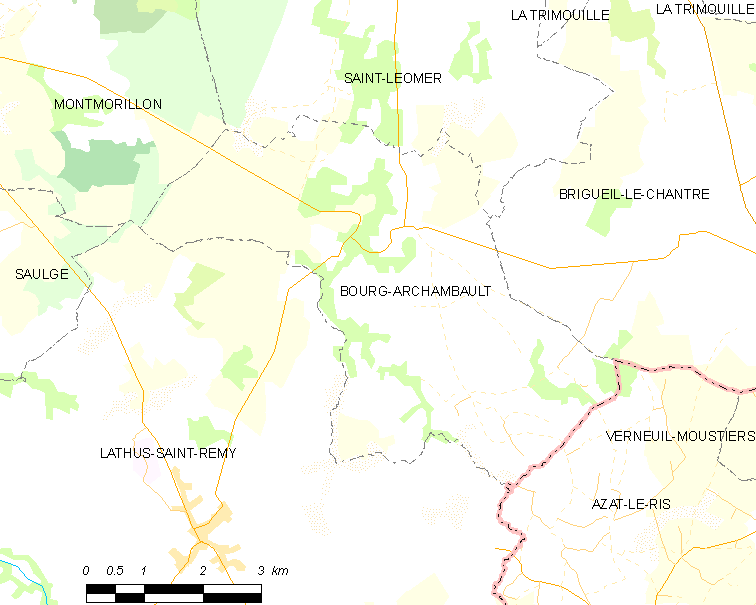
阿尚博堡的OSM定位图

阿尚博堡的时区为UTC+01:00、UTC+02:00（夏令时）。

## 行政
阿尚博堡的邮政编码为86390，INSEE市镇编码为86035。

## 政治
阿尚博堡所属的省级选区为蒙莫里永县。

## 人口

1962-2008年间阿尚博堡人口变化图示

阿尚博堡于2022年1月1日时的人口数量为171人。